# Noachis Terra

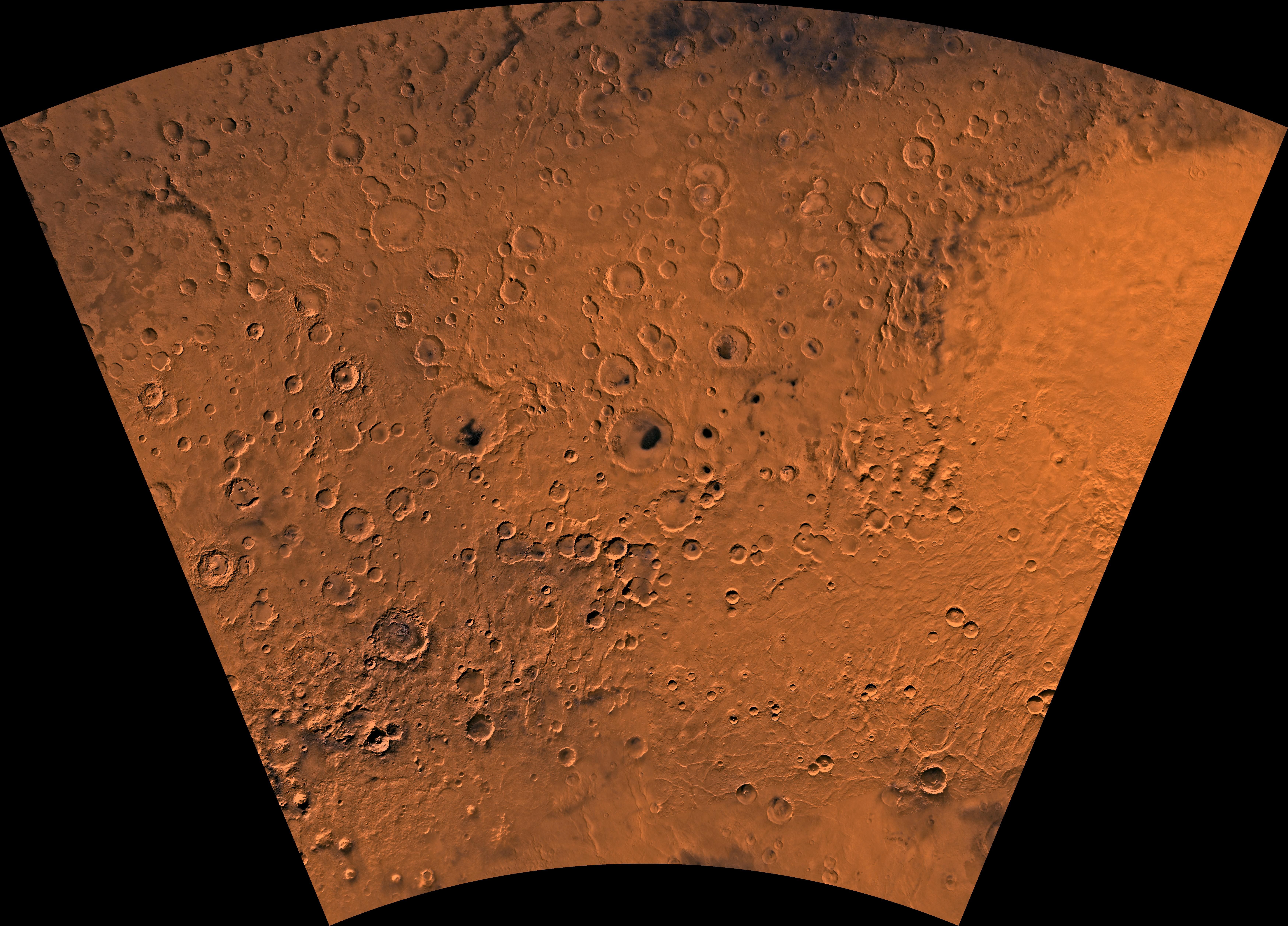
Den mycket ärrade ytan i Noachis Terra.

Noachis Terra (Latin: Noaks land) är ett vidsträckt höglandsområde på Mars södra halvklot med ungefärliga koordinater 20°S–80°S och 30°W–30°E. Ytan i Noachis Terra är mycket ärrad av otaliga kratrar från kolliderande asteroider och kometer. På grund av det stora antalet kratrar anses området vara bland de äldsta på Mars med en ålder på upp till 4 miljarder år , väsentligt äldre än alla större områden på jorden. Flera av Mars största nedslagskratrar finns här, bland andra Greene, Darwin, Russel, Kaiser och Proctor, vilka alla har en diameter på över 100 km. Väster och öster om Noachis terra finns nedslagsbäckena Argyre Planitia och Hellas Planitia.
Noachis Terra har som typområde fått ge namn till den geologiska tidsperioden Den noakiska epoken.

## Läs mer
- Mars
- Arabia Terra